# Chorizagrotis obscura
Chorizagrotis obscura là một loài bướm đêm trong họ Noctuidae.